# 拉巴祖日德谢姆雷
拉巴祖日德谢姆雷（法語：La Bazouge-de-Chemeré，亦作，法語發音：[la bazuʒ də ʃɛmʁe]）是法国马耶讷省的一个市镇，属于拉瓦勒区。

## 地理
拉巴祖日德谢姆雷（48°0'3"N, 0°29'15"W）面积24.84 平方千米，位于法国卢瓦尔河地区大区马耶讷省，该省份为法国西北部内陆省份，北起芒什省和奧恩省，西接伊勒-维莱讷省，南至曼恩-卢瓦尔省，东临萨尔特省。
与拉巴祖日德谢姆雷接壤的市镇（或旧市镇、城区）包括：巴祖热、谢姆雷勒鲁瓦、拉克罗普特、圣但尼迪迈讷、圣乔治勒弗莱沙尔、索尔日、韦日。
拉巴祖日德谢姆雷的时区为UTC+01:00、UTC+02:00（夏令时）。

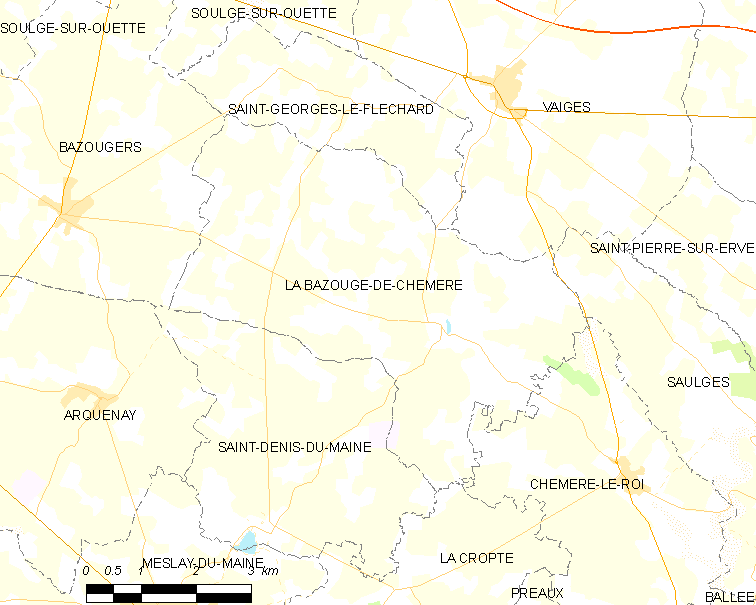
拉巴祖日德谢姆雷的OSM定位图

## 行政
拉巴祖日德谢姆雷的邮政编码为53170，INSEE市镇编码为53022。

## 政治
拉巴祖日德谢姆雷所属的省级选区为梅莱迪迈讷县。

## 人口

1962-2008年间拉巴祖日德谢姆雷人口变化图示

拉巴祖日德谢姆雷于2022年1月1日时的人口数量为495人。